# Holaxonia
Holaxonia Studer, 1887 è un sottordine di gorgonie dell'ordine Alcyonacea.

## Descrizione
Il sottordine comprende ottocoralli alcionacei con polipi sorretti da uno scheletro assile di consistenza cornea, formato in prevalenza da una proteina detta gorgonina, privo di lamelle di carbonato di calcio, privo di scleriti calcarei, che sono però presenti nel cenenchima; le colonie, arborescenti, hanno in genere consistenza poco elastica.

## Distribuzione e habitat
Holaxonia ha una  distribuzione cosmopolita. Le specie di questo sottordine si trovano dal piano intertidale e quello batiale.

## Tassonomia
Comprende le seguenti famiglie:
- Acanthogorgiidae Gray, 1859
- Dendrobrachiidae Brook, 1889
- Gorgoniidae Lamouroux, 1812
- Keroeididae Kinoshita, 1910
- Plexauridae Gray, 1859

### Alcune specie

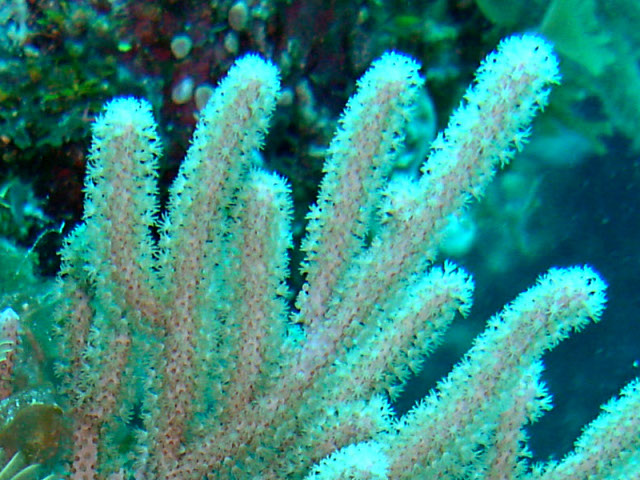
Eunicea mammosa
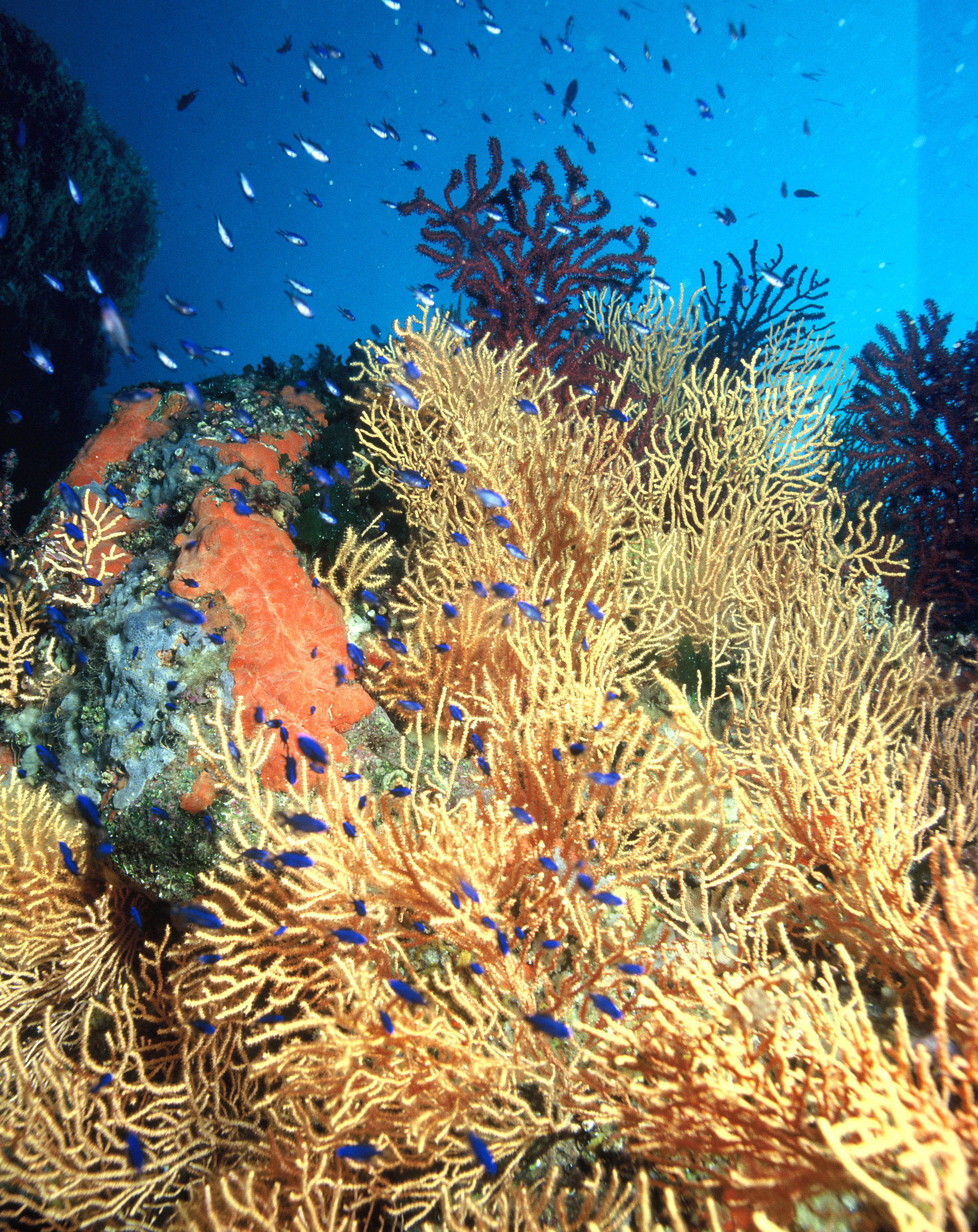
Eunicella cavolinii
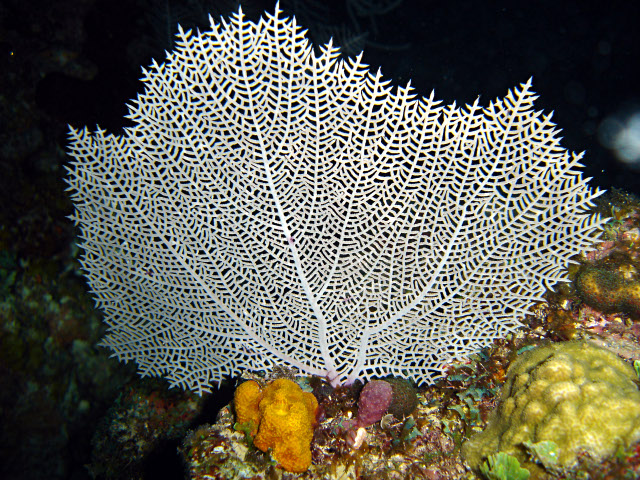
Gorgonia mariae
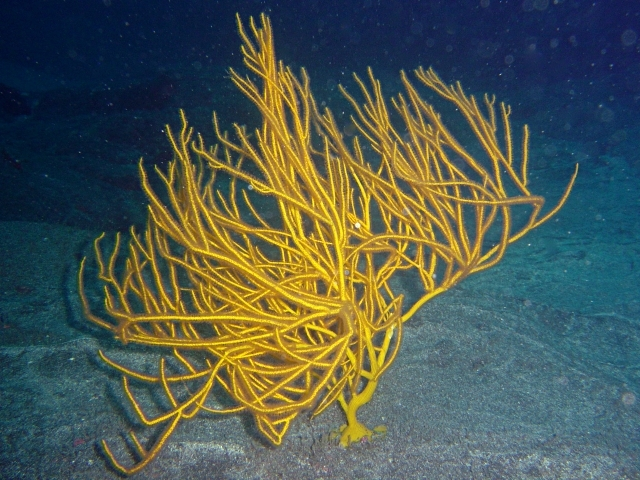
Leptogorgia viminalis
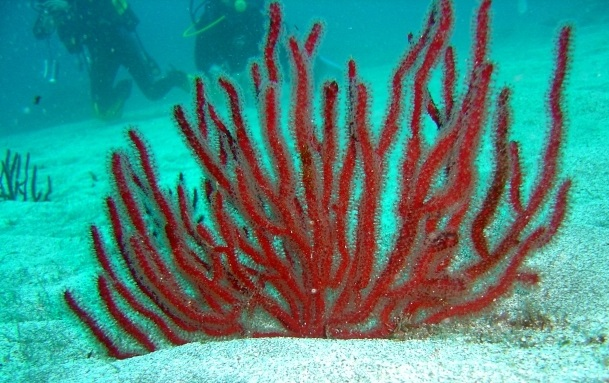
Leptogorgia ruberrima
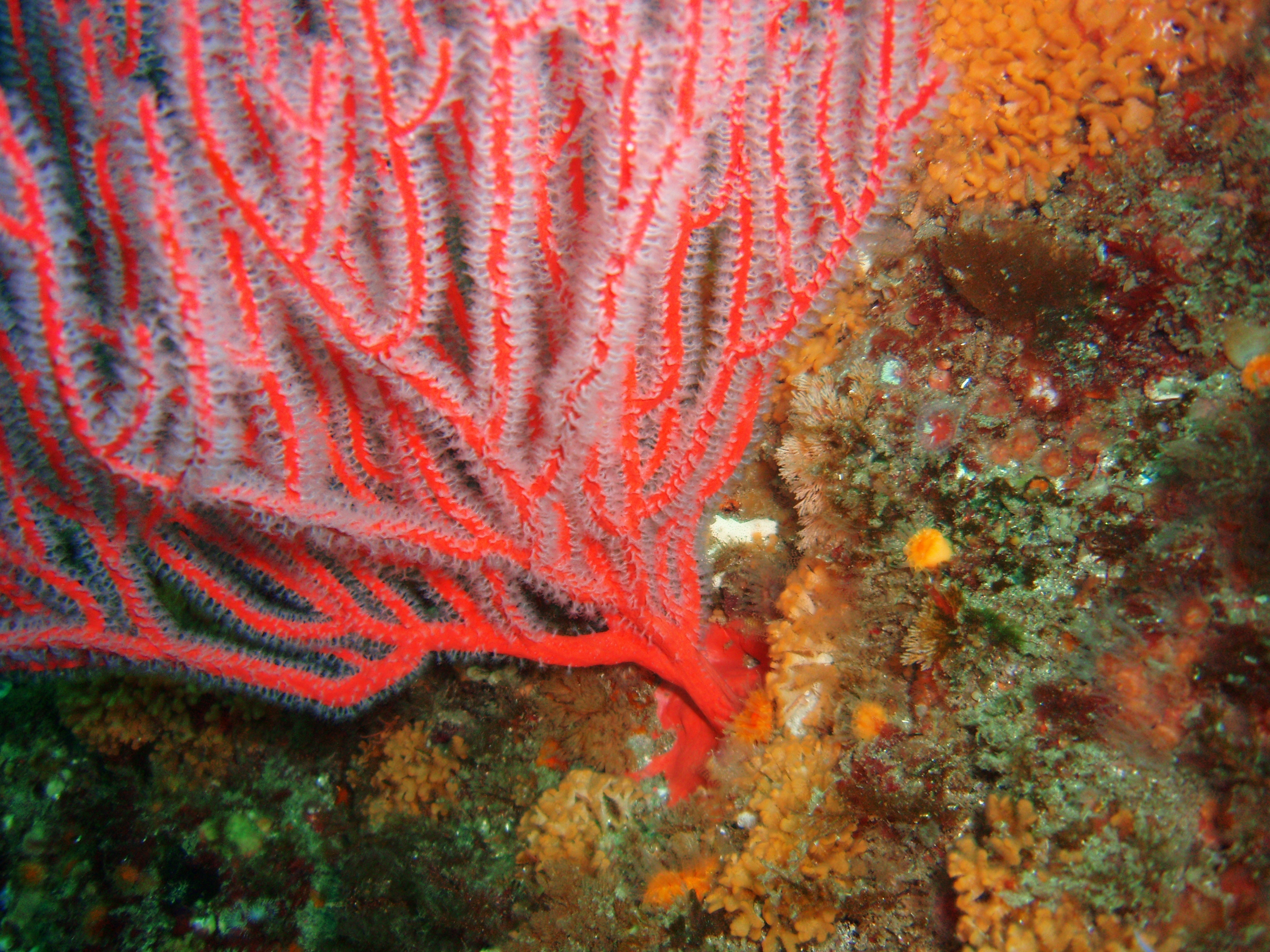
Lophogorgia chilensis
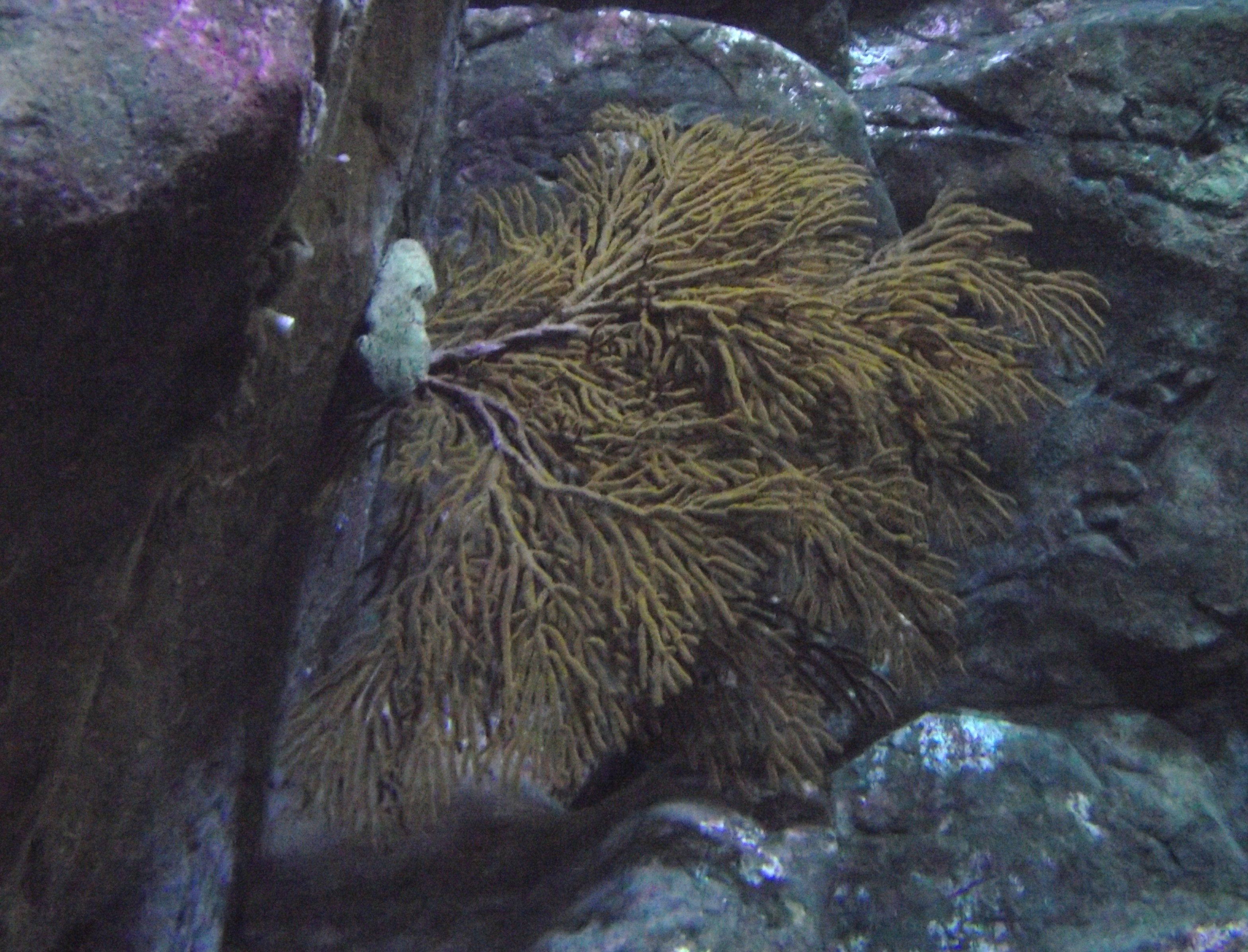
Muricea californica
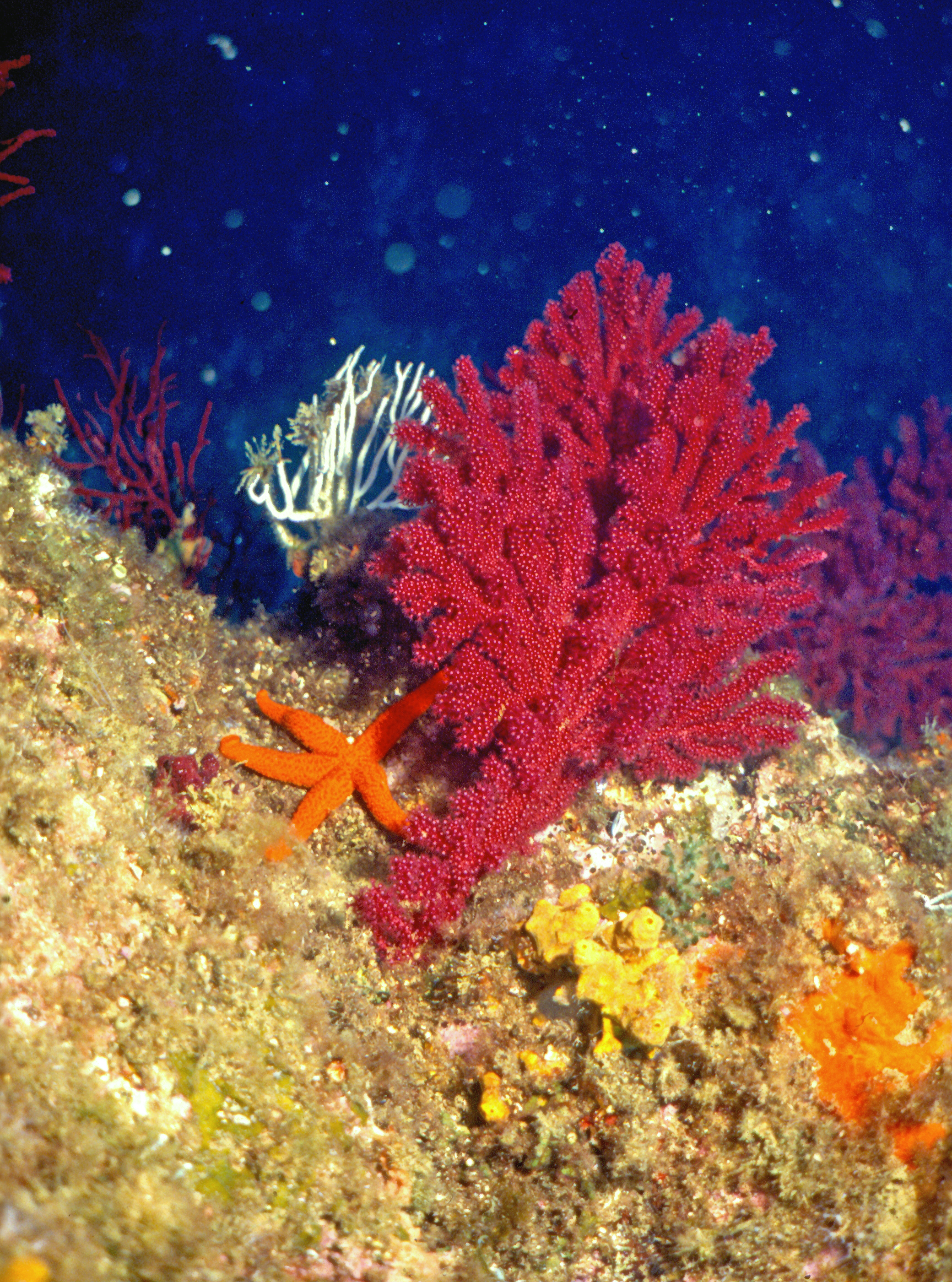
Paramuricea clavata
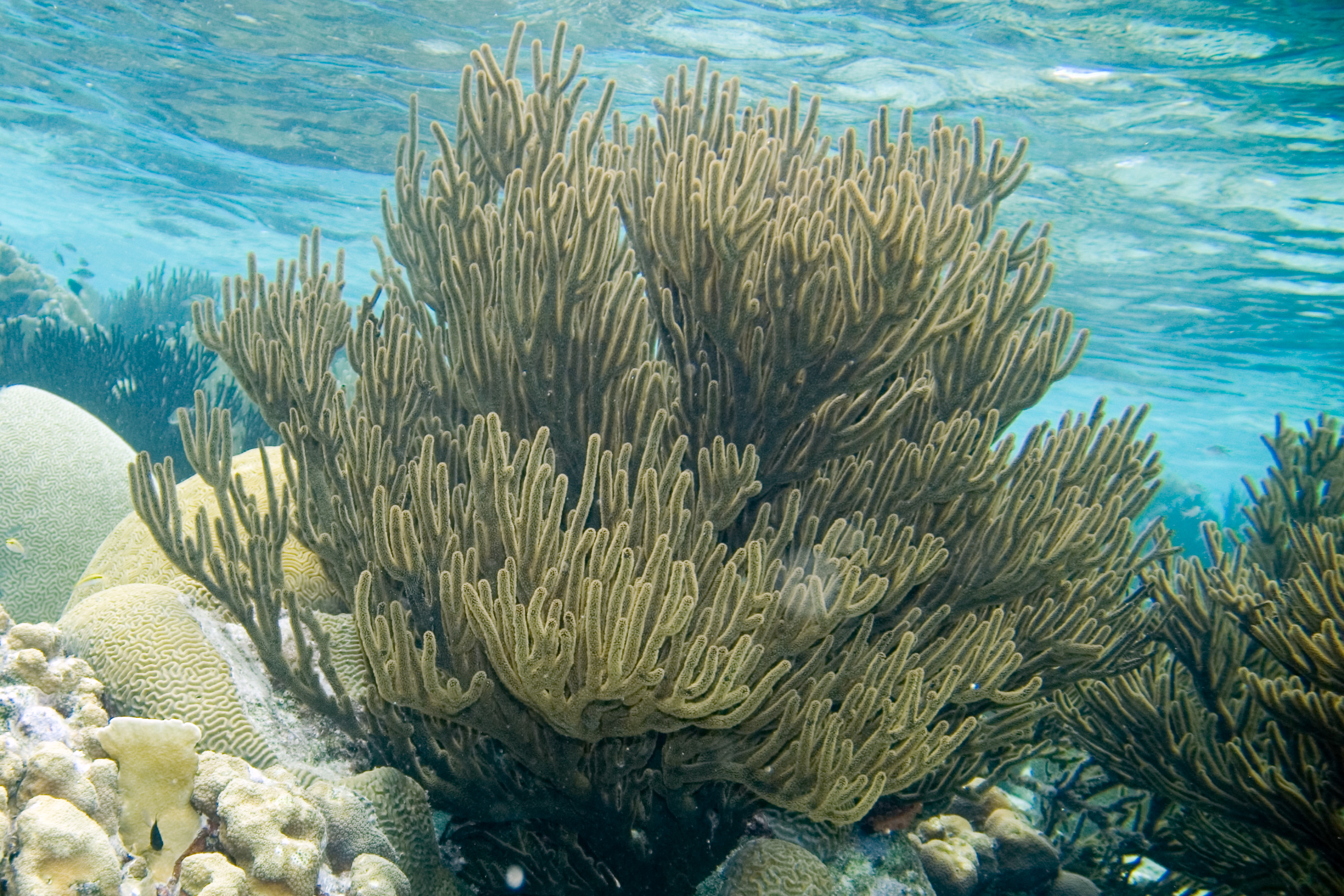
Plexaura homomalla
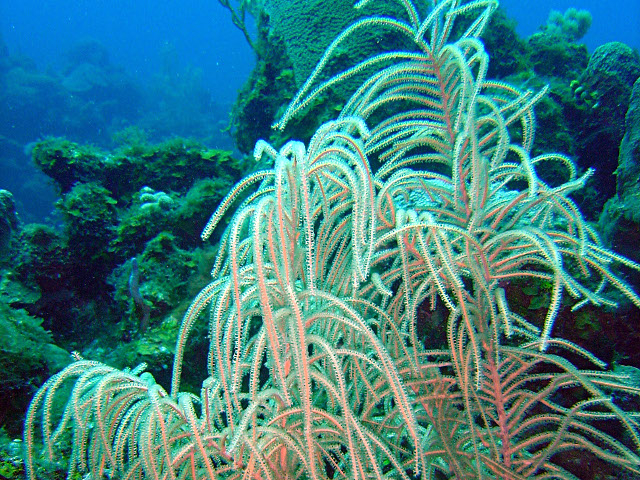
Pseudopterogorgia americana